# Open Air Val Lumnezia

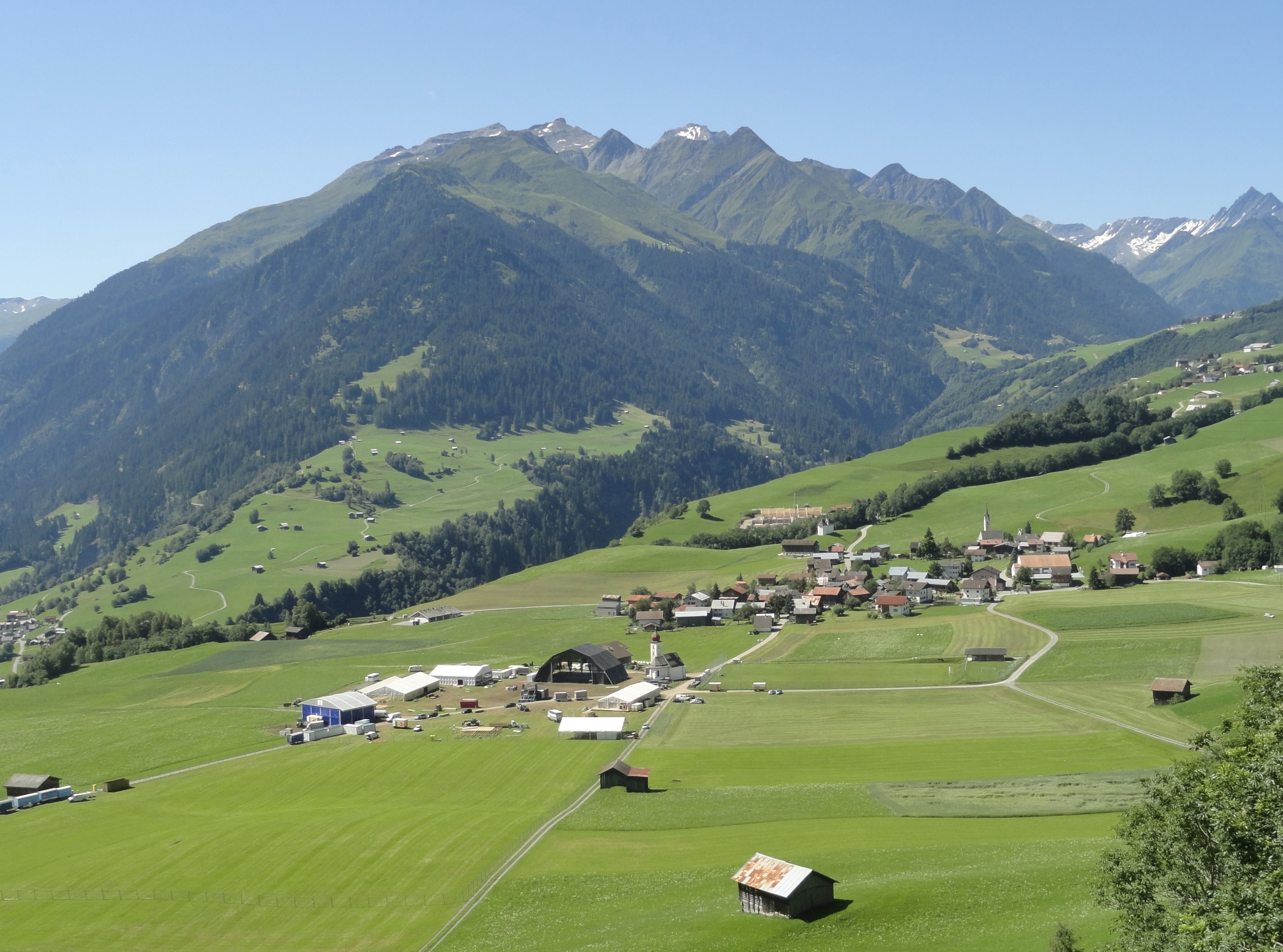
Aufbau der Infrastruktur (2012)

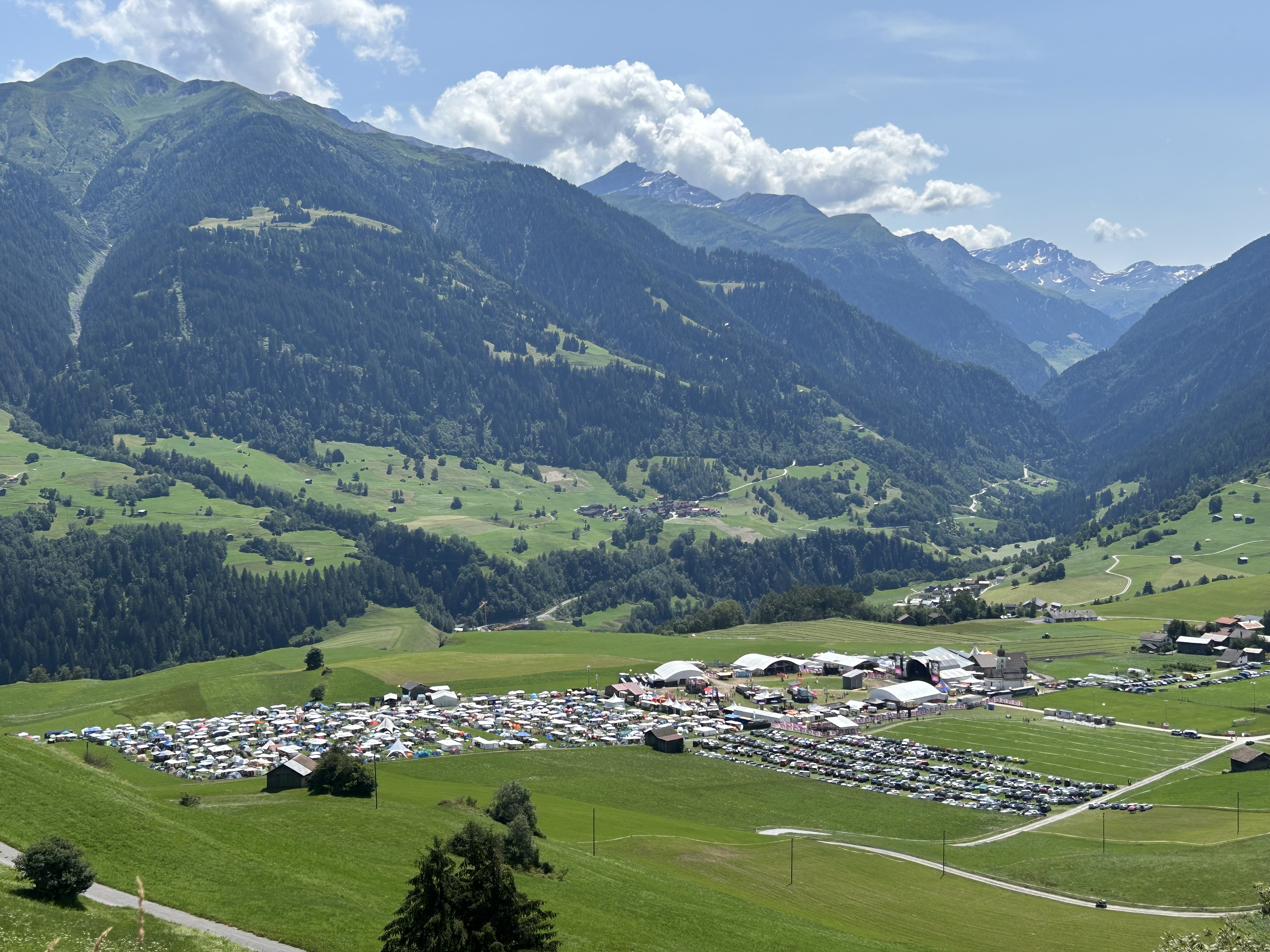
25. Juli 2024

Das Open Air Lumnezia ist ein Schweizer Open-Air-Musikfestival in Graubünden. Es findet alljährlich am zweitletzten Juli-Wochenende im Val Lumnezia bei Degen statt.

## Geschichte
Das Open Air Lumnezia startete 1985 als kleines Rockkonzert in Davos Munts bei Vattiz. Gegründet wurde es von der Jungmannschaft Lumnezia. Die einheimischen Bands lockten damals rund 700 Besucher an. Aufgrund des Erfolgs der Veranstaltung wurden in den folgenden Jahren weitere Konzerte organisiert. Nach einem verregneten Open Air, zu welchem viel zu wenig Besucher kamen, schrieb der Verein ein grosses Defizit und die weitere Durchführung stand auf der Kippe. Durch grosses Engagement und der Gründung des Vereins «Uniun Open Air Val Lumnezia» konnte das Konzert weiterhin durchgeführt werden. Zehn Jahre nach der Gründung war das Open Air Val Lumnezia mit 2000 Besuchern ein wichtiges Open Air in Graubünden geworden.
Mittlerweile ist das Open Air Lumnezia eines der grössten Festivals der Schweiz, liegt aber mit über 18'000 Besuchern jedoch etwas hinter den anderen. Durch die Limitierung der Geländegrösse konnte das Open Air lange nicht erweitert werden. Aus diesem und anderen Gründen wird es seit 2006 in Degen durchgeführt.

## Vergangene Line-ups
- 1985: Apaches, Bluesfinger, Zip Code, Hades, Alexy & Marcus, Mary’s Friends

- 1986: Tony Ashton, m. Flores, Sara Sahara, Remedy, Hades

- 1987: Slight Delay, The Cut, Magic Monks, Andromeda

- 1988: Ba-rock, X-Ray, Funny Hill, Jammin the Blues

- 1989: Headline, New Point, Tinta, Styl

- 1990: Wishbone Ash, Hades, Foolhouse, Royal Heads

- 1991: May Day, Laura & Her Tigers, Vitamin X, Span

- 1992: Este Rito, Girasol (Band), Just Two, Hans, Taboo

- 1993: The Hype, Riddim Posse, Fessler INC, TNS, Stewe Whitney, Batruels Bluesmaschine

- 1994: The Shy guys, Snowy White, Scarcrow, Giovi & The Rubber Soul, The Hedgehogs, May Day, Obsidian, Erudits, Calcedon

- 1995: Funky Monks, Paulo Mendonça, Este Rito les sugerimos, Betterworld, Dänu Sigirst Band, Eaten and Smile, City Blossom, garrymchugin Band, Rock’ O‘Congo, laugh

- 1996: Neneh Cherry, Zebda, Raw Stylus, Georgia Satellites, Sens Unik, Wild Mango, Contrast Family, 3rd stone from the sun, The Bob Color, Scarabäus

- 1997: Gotthard, Easy Walkers, Jazzkantine, Beverly Jo Scott, Candy Dulfer, Djam & Fam, Sina, Silent Majority, Bee Bee Honey, Martin Schenkel

- 1998: Angélique Kidjo, Marco Masini, Dog Eat Dog, Roger Chapman, Enrique Bunbury (Heroes del Silencio), Lovebugs, Florian Ast und Florenstein, Span, Slicky Hamp & The Swing Cats, Days of Rain

- 1999: Manfred Mann’s Earth Band, Zap Mama, G. M. Sisters, Angry Dreams, Core22, Diabolics, Incognito, Shake, Freundeskreis, Medley, Lou Geniuz, Natacha

- 2000: Nina Hagen & Band, Vivid, Lovebugs, Björn Again, Subzonic, Polo Hofer & die Schmetterband, Mokka, Lunik, Solution, Strike, Luzi Buerkli & Band

- 2001: Reamonn, Die Happy, Chumbawamba, Living Colour, 883, Gigi Moto, Dada (ante portas), Cui Jian, Stiller Has, Jack of All Trades, Cinquecento

- 2002: Züri West, De La Soul, Da Univerzal Playaz, Apocalyptica, Dave Stewart and Gary «Mudbone» Cooper, Sportfreunde Stiller, Candy Dulfer, Gentleman, Abbazappa, Sina, Liricas Analas, Corin Curschellas

- 2003: Nek, Gianna Nannini, Jestofunk, Lovebugs, Patent Ochsner, Marla Glen, H-Blockx, Ivo, Stress, Nguru, Sektion Kuchikäschtli, Limited Edition

- 2004: Jimmy Cliff, Beginner, Die Happy, Brandhärd & TAFS & The Scrucialists, Plüsch, Oomph!, Dick Brave and the Backbeats, Ice-T, Lunik, Les Babacools, Breitbild, Cléan, No Future

- 2005: tonBand, Blusbueb, Se7en, Wir sind Helden, Gentleman, Vizioso, Open Season, Bagatello, Stress, Amplifier, Florian Ast, Stereo MCs, Orishas

- 2006: Skywards, Slunt, Breitbild, Beverley Knight, Skin, Saybia, Unused Pawnshop, Liricas Analas, Oropax, Curse, Mattafix, Patent Ochsner, Kosheen, Silbermond

- 2007: Flepp & Band, Kutti MC, Boundzound, The Yound Gods, 2raumwohnung, The Rasmus, Helicobakter, Cigi & Straight outta mama, Gimma, Johnossi, Lunik, Polo Hofer & die SchmetterBand, Bloodhound Gang, Kelis

- 2008: Andarojo, Pete Philly & Perquiste, The Locos, Züri West, Pendulum, Live, Gullierver, Greis, Adrian Solo, Clueso, Sektion Kuchikäschtli, Kaizers Orchestra, HIM

- 2009: No Future, Kummerbuben, Patent Ochsner, Phenomden, Deichkind, Guano Apes, Plasma, La Pulqueria, Selig, Liricas Analas, Polarkreis 18, Culcha Candela, Stress

- 2010: N.E.R.D, Papa Roach, The Baseballs, Ska-P, Sens Unik, Le Peuple de l'Herbe, Bonaparte, Samy Deluxe, Open Season, Da Sign & the Opposite, Tawara Shen Kool, 69 Chambers, 11am, Newcomerbands des Mycokemusic Soundcheck 2010.

- 2011: TinkaBelle, Breitbild, K.I.Z, Molotov, The Sounds, Skunk Anansie, Gustav & Les Black Poets, Bubble Beatz, 77 Bombay Street, Adrian Stern, Karamelo Santo, Gentleman & The Evolution, The Roots, Newcomerbands des Mycokemusic Soundcheck 2011.

- 2017: Ursina, D.A.R.I.O., Crimer, Catalyst, Dabu Fantastic, Me + Marie, Nemo, Klischée, Milky Chance, Billy Talent, Sido, Alle Farben, Delirious Mob Crew, Damian Lynn, Moop Mama, Royal Republic, Lo & Leduc, Foals, Sportfreunde Stiller

- 2018: Marteria, Bastille, Beth Ditto, Kraftklub, Faithless DJ Set, Gentleman, Danko Jones, Breitbild, Kadebostany, James Gruntz, Stereo Luchs, Panda Lux, Baba Shrimps, Catalyst, Ali, Kaufmann, Pascal Gamboni, Hedgehog, Barefoot to the moon

- 2019: Limp Bizkit, Mando Diao, Von Wegen Lisbeth, SDP, Cro, Baschi, Hecht, Nemo, Stress, Loco Escrito, Hedgehog, The Gardener & the Tree, The Rule, Steiner & Madlaina, Saint City Orchestra, Megan, Mattiu Defuns & Band, Riana, Anatina
- 2022: Hess & the spanky hammers, We Are Ava, Crispy Dee, The Oskars, Dabu Fantastic, 77 Bombay Street, Liricas Analas, mischgewebe, Naomi Lareine, Pedestrians, Marius Bear, Giant Rooks, Dropkick Murphys, Paul Kalkbrenner, Mattiu Defuns, Mimiks, Lola Marsh, Bastian Baker, Alligatoah, Lo & Leduc, Biffy ClyrO
- 2023: LaDunna, 2KMafia, Unlsh, Kids in Cages, Nesta and the Blondes, Andry, Sam Himself, Nativ, Tashan, Stefanie Heinzmann, Annie Taylor, Joya Marleen, Breitbild, Monet192, Itchy, Beatsteaks, Royal Blood, Robin Schutz, Franz Ferdinand, Die Fantastischen Vier